# Edwin Moses
Edwin Corley Moses (* 31. August 1955 in Dayton, Ohio) ist ein ehemaliger US-amerikanischer Leichtathlet. Er startete im 400-Meter-Hürdenlauf und dominierte diese Strecke in den 1970er- und 1980er-Jahren. Er wurde unter anderem zweimal Olympiasieger, zweimal Weltmeister und stellte viermal einen neuen Weltrekord auf.

## Leben

### Kindheit und Ausbildung
Der in Dayton aufgewachsene Edwin Moses wurde als zweiter von drei Söhnen des Lehrerehepaares Irving und Gladys Moses geboren. Seine Eltern waren selbst dem Sport nachgegangen – Moses’ Vater war Footballspieler gewesen, seine Mutter hatte Tennis gespielt. Er kam zum ersten Mal mit der Leichtathletik an der Fairview High School in seiner Heimatstadt in Kontakt. Moses, der aufgrund von Rassenunruhen einmal seine Schule wechseln musste, galt jedoch in seiner Jugend als unscheinbar und wurde von Baseball- und Basketballtrainern ignoriert. Er erhielt eine umfassende Schulausbildung, interessierte sich für Musik, Kunst und die Naturwissenschaften. Nach seinem High-School-Abschluss wechselte Moses auf das renommierte Morehouse College in Atlanta, Georgia, wo er bis 1978 Physik studierte. Erst im Verlauf seines letzten College-Jahres 1975 kam in ihm der Wunsch auf, an den Olympischen Spielen 1976 in Montreal teilzunehmen. Der Hobbyläufer, 1,86 m groß und 72 kg schwer, wandte theoretische Methoden aus Physik, Biomechanik und Mathematik an, um seine Hürdenlauf-Technik zu verbessern. Daraus ergab sich eine Kombination aus verschiedenen Komponenten: Kraft, guter Technik, physiotherapeutischer Expertise, vegetarischer Ernährung. Auch nutzte er einen Herzfrequenzmesser. Er lief immer mit dem linken Bein voran über die Hürden; damit konnte er näher an der Innenlinie seiner Bahnbegrenzung heranrücken, was sich in den Kurven als Vorteil erwies. Die Beschleunigung seines Knies optimierte er ebenso wie den Winkel, mit dem sein Fuß auf dem Boden aufkam. In dem militanten Baptistenpfarrer Reverend Lloyd Jackson fand er seinen ersten Betreuer und Berater.

### Dominanz in den 1970er- und 1980er-Jahren

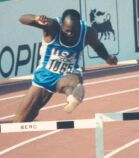
Moses im Jahr 1987

Erstmals auf sich aufmerksam machte Moses im März 1976 im 400-Meter-Hürdenlauf bei den Florida Relays in Gainesville. Er begann, bei Leroy Walker zu trainieren, und erzielte einen bis dahin nie bewältigten 13er-Rhythmus zwischen den Hürden auf seiner Spezialstrecke. Zwischen 1977 und 1987 sollte Moses den 400-Meter-Hürdenlauf prägen und blieb in 122 aufeinander folgenden Rennen über diese Distanz ungeschlagen. Am Anfang seiner Karriere wurde er durch sein äußeres Erscheinungsbild mit dunkler Sonnenbrille und Halskette oft mit der schwarzen Befreiungsbewegung in Verbindung gebracht, was er jedoch entschieden zurückwies. Zu seinen Erfolgen zählen die Olympiasiege in Montreal 1976 und Los Angeles 1984, während er an den Spielen 1980 in Moskau aufgrund des Boykotts der westlichen Staaten nicht teilnehmen konnte. Bei den erstmals ausgetragenen Weltmeisterschaften in Helsinki 1983 gewann er ebenso den Titel auf seiner Paradestrecke wie vier Jahre später in Rom 1987. Zwischen 1976 und 1983 stellte er viermal den Weltrekord auf, zuletzt am 31. August 1983 beim Internationalen Abendsportfest in Koblenz mit 47,02 Sekunden. Diese Zeit wurde erst neun Jahre später bei den Olympischen Spielen 1992 in Barcelona durch Kevin Young unterboten. Hinzu kamen Siege beim Leichtathletik-Weltcup (1977, 1979, 1981) und den Goodwill Games 1986.
Bei den Olympischen Spielen 1984 in Los Angeles versprach er sich bei der Eröffnungsfeier beim olympischen Eid. Im gleichen Jahr wurde Moses von der Zeitschrift Sports Illustrated zum Sportler des Jahres gewählt. Moses’ Siegesserie riss im Juni 1987 bei einem Wettkampf in Madrid, als er sich in 47,69 Sekunden seinem neun Jahre jüngeren Mannschaftskollegen Danny Harris (47,56 s) geschlagen geben musste und bei einem Sportfest in Paris stürzte. Nach seinem zweiten WM-Sieg reiste er ein Jahr später wieder als Favorit zu den Olympischen Spielen in Seoul. Dort dominierte Moses klar Vorlauf und Halbfinale, ehe er sich im Finale hinter seinem Landsmann Andre Phillips (47,19 s) und dem Senegalesen Amadou Dia Ba (47,23 s) in 47,56 Sekunden nur mit Bronze begnügen musste. Im selben Jahr beendete er seine sportliche Karriere. Später angekündigten Comebacks für 1991 und 2004 kam er nicht nach.

### Privatleben und Engagement nach Ende seiner Läufer-Karriere
1982 heiratete Edwin Moses, der auch den Pilotenschein erwarb, die Berlinerin Myrella Bordt. Von der Kostümbildnerin griechisch-äthiopischer Abstammung trennte er sich 1991. Nach seiner Leichtathletikkarriere geriet er in eine persönliche Krise, ordnete sein Leben neu und erwarb 1994 am Pepperdine College in Malibu (Kalifornien) einen Master in Betriebswirtschaftslehre. Auch versuchte er sich als Bremser im Zweierbob. Dabei erreichte er 1990 einen dritten Platz beim Weltcup in Winterberg.
Später bekleidete Moses offizielle Ämter und engagierte sich für einen sauberen Sport; so gehörte er im Nationalen Olympischen Komitee der USA (USOC) der Anti-Doping-Kommission als Verwaltungsratsvorsitzender an, als sie gegen den US-Radrennfahrer Lance Armstrong vorging. Bis 1996 war Moses auch Mitglied der Athletenkommission des IOC. Aus diesen Ämtern zog er sich jedoch zurück. Als Vorsitzender der Laureus World Sports Academy vergibt er jährlich den Laureus World Sports Award.

## Verfilmung
Der Dokumentarfilm 13 Steps, der ab Dezember 2024 in Kinos gezeigt werden kann, beschreibt sein Leben und reflektiert seine Tätigkeiten nach seiner Karriere für eine faire Bezahlung von Sportlern, gegen Rassismus und gegen Doping.

## Auszeichnungen
- 2006: Auszeichnung „Sportler mit Herz“ auf dem Deutschen Sportpresseball
- 2009: Sports for Peace Award
- 2012: Aufnahme in die IAAF Hall of Fame
- 2018: Laureus World Sports Awards Lifetime Achievement

## Dokumentationen
- Michael Wech: MOSES – 13 STEPS. Deutschland, 2024 (110 Min.)[4]